# Vlag van Leicestershire

Vlag van Leicestershire

De vlag van Leicestershire is de vlag van het Engelse graafschap Leicestershire. De vlag werd geregistreerd bij het Flag Institute op 16 juli 2021. De vlag combineert drie symbolen van het graafschap: de rode en witte dancetté-achtergrond, afkomstig van het wapen van Simon V van Montfort, 6e graaf van Leicester; de Ganzerik van de Beaumont graven van Leicester; en de rennende vos van het wapenschild van het graafschap, gebruikt op veel emblemen van de organisaties van het graafschap. Hij werd ontworpen door Jason Saber en aangenomen op verzoek van alle zeven parlementsleden van Leicestershire. Het was de laatste Engelse countyvlag die werd aangenomen en werd voor het eerst officieel gevlogen op Historic County Flag Day 2021 op Parliament Square in Londen. De gebruikte kleuren zijn rood (PMS 485), wit en zwart.
Vóór de registratie van de vlag werd een banier met het wapen van Leicestershire County Council vaak op de markt gebracht als vlag van het graafschap Leicestershire. Juridisch gezien vertegenwoordigt deze banier echter alleen de gemeente en voor het voeren ervan is haar toestemming nodig.
In november 2020 werd een openbare wedstrijd gehouden om uit zes finalisten een ontwerp voor een vlag voor Leicestershire te kiezen. Er werd echter geen vlagontwerp aangenomen als resultaat van de wedstrijd, omdat het ontwerp van de vos en de cinquefoil werd gediskwalificeerd omdat het al commercieel verkrijgbaar was voor de start van de wedstrijd. Toen de wedstrijd werd gestaakt, schreven zeven parlementsleden uit Leicestershire naar het Vlaggeninstituut met het verzoek om het ontwerp van de vos en de cinquefoil te registreren.

## Afbeeldingen

Het oorspronkelijke vlagontwerp van Jason Saber
Banier van Leicestershire County Council
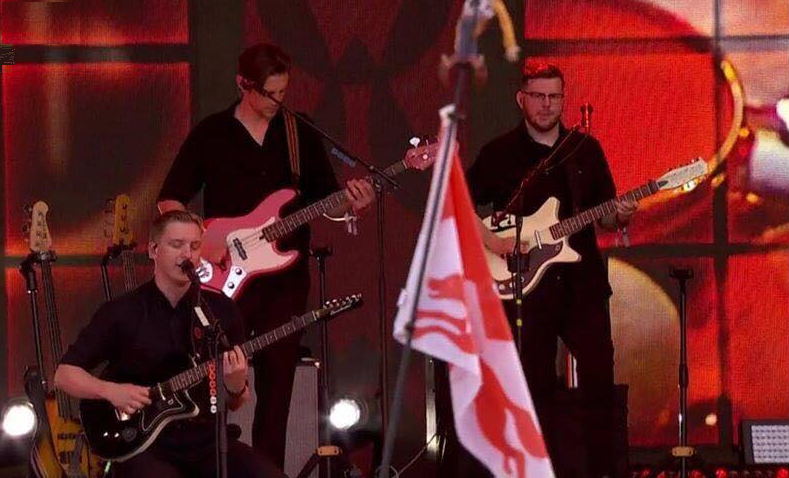
Het Fox en Cinqefoil voorstel op het Glastonbury Festival
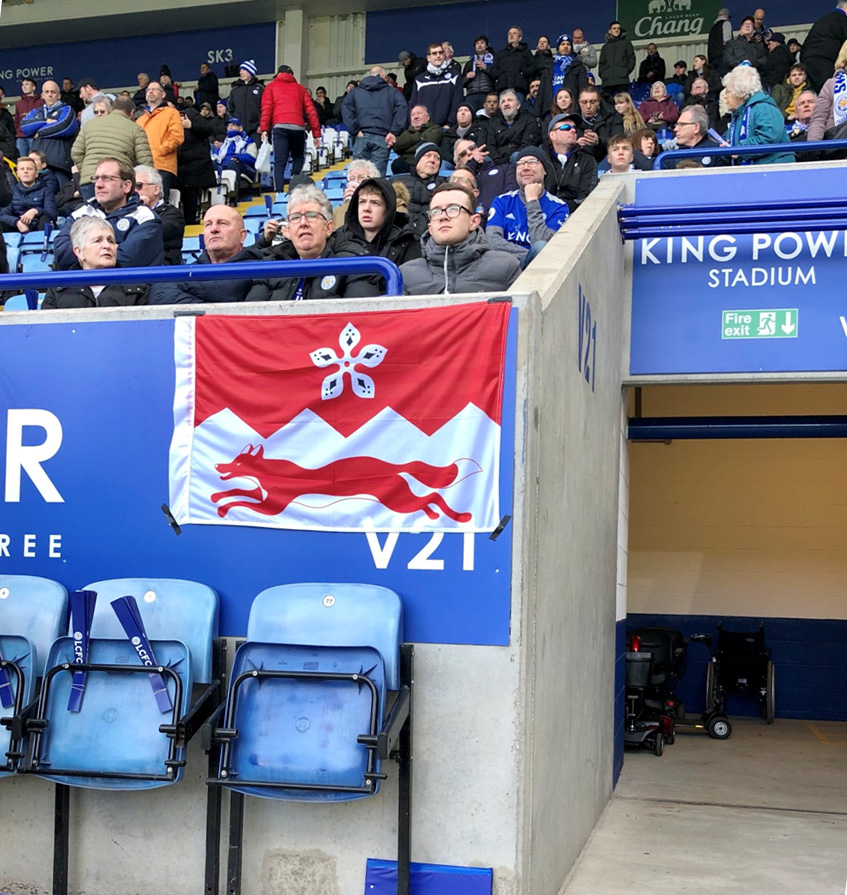
Het Fox en Cinqefoil voorstel tentoongesteld door Leicester City fans in het King Power Stadium